# Питерс (Калифорнија)
Питерс (енгл. Peters) насељено је место без административног статуса у америчкој савезној држави Калифорнија.

## Демографија
По попису из 2010. године број становника је 672.
| Група             | 2000.    | 2010.       |
| Белци             | 0 (0,0%) | 467 (69,5%) |
| Афроамериканци    | 0 (0,0%) | 7 (1,0%)    |
| Азијати           | 0 (0,0%) | 20 (3,0%)   |
| Хиспаноамериканци | 0 (0,0%) | 153 (22,8%) |
| Укупно            | 0        | 672         |